# Charte graphique de la communication gouvernementale en France

Bloc-marque « République française », version 2020.

Logo des ministères et services de la République française, version 2020.

La charte graphique de la communication gouvernementale est la charte graphique utilisée en France par les services du gouvernement. Elle est adoptée en 1999 par le gouvernement de Lionel Jospin et s'articule autour d'un logo associant Marianne, le drapeau tricolore et la devise Liberté, Égalité, Fraternité pour représenter la République française. Une refonte de cette charte graphique a été effectuée en 2020.

## Histoire
François Mitterrand, lorsqu'il était président de la République, s'est déjà vu proposer par Jacques Séguéla l'idée d'un logo pour les institutions de l'État. Il l'avait toutefois refusée, la jugeant trop publicitaire,.
En 1997, la Cour des comptes constate dans un rapport qu'un « kaléidoscope de symboles différents » existe dans les publications de l'administration. Son auteur, Bernard Candiard, devenu ensuite directeur du Service d'information du gouvernement (SIG), lance au sein de cet organisme le projet de la création d'un logo avec Nicole Civatte. L'objectif est de « créer un identifiant de l'État qui signalerait de façon claire que l'État existe en tant qu'émetteur spécifique : une place à prendre, une parole autonome à affirmer », selon un document interne émis en mars 1999 par le SIG.
Un appel d'offres est lancé en 1998, premier exemple d'externalisation par l'État de sa communication visuelle. La création du logo est confiée à l'agence Audour Soum (qui a ensuite fusionné avec l'agence Hémisphère droit, filiale du groupe de Séguéla), avec Evelyn Soum comme responsable de projet. Dessiné par la graphiste Isabelle Bauret, le logo répond à un cahier des charges établi « au terme d'une investigation croisant l'analyse sémiotique, des entretiens avec des hauts fonctionnaires, ainsi que des réunions avec le grand public ». Il est testé par la Sofres auprès du public et d'agents de l'État avant d'être diffusé.
Son adoption est néanmoins délicate dans un contexte de cohabitation. Ainsi le président de la République, Jacques Chirac, consulté par le gouvernement en janvier 1999, hésite dans un premier temps à toucher à l'intégrité du drapeau.
La charte graphique est finalement introduite par la circulaire no 4.694/SG signée par le Premier ministre, Lionel Jospin, le 24 septembre 1999.
La circulaire no 5459/SG signée par le Premier ministre, François Fillon, le 8 avril 2010, a fait évoluer la charte graphique pour les services déconcentrés.
La circulaire no 6144/SG signée par le Premier ministre, Édouard Philippe, le 17 février 2020 a simplifié la charte graphique et l'a rendue plus adaptée à la lecture sur smartphone,. Selon le designer Valentin Socha, ce choix répond à une volonté de rendre l'action de l'État plus lisible et plus visible, après le mouvement des Gilets jaunes, la « complexité de l'organisation administrative » étant un des points qui ont émergé lors du grand débat national.

## Protection
La première version de 1999 du logo constitue une marque graphique que le SIG a enregistrée auprès de l'Institut national de la propriété industrielle (INPI) sous le numéro 7596745 et sous le nom « Liberté-Égalité-Fraternité République française » ainsi qu'une marque communautaire,.
De plus, depuis le 31 mars 2016, le logo fait partie des emblèmes protégés au titre de l'article 6 ter de la Convention de Paris.
Le 13 octobre 2017, la cour d'appel de Paris a confirmé la décision du directeur de l'INPI qui avait rejeté l'enregistrement, par l'association « Expressions de France », d'un dessin représentant une Marianne républicaine vue de profil, au motif qu'il était contraire à l'ordre public : la Cour a en effet jugé qu'il existait un risque que le public ne le confonde avec le logo officiel,.

## Première version (1999)

Logo de la République française, version originale de 1999.

### Description
Le logo rappelle le drapeau du pays sous la forme d'un rectangle allongé reprenant les trois couleurs bleu, blanc, rouge, dont la partie centrale blanche dessine le profil de Marianne contournée (au sens du blasonnement en héraldique), c'est-à-dire regardant vers la droite.
Sous le rectangle figure un socle typographique contenant :
- sur une première ligne : la devise de la République, « Liberté • Égalité • Fraternité », en italique, avec des puces comme séparations entre les mots ;
- sur une deuxième ligne : la mention « République Française ». La majuscule à « Française », qui n'est pas conforme aux règles d'usage des majuscules, a probablement été introduite pour le prestige et pour rappeler le monogramme « RF »[19].

Les deux lignes sont séparées par un filet.
| Couleur | CMYK        | Pantone             | Version monochrome |
| ------- | ----------- | ------------------- | ------------------ |
| Bleu    | 100-80-0-0  | Pantone Reflex Blue | N 80               |
| Rouge   | 0-100-100-0 | Pantone Red 032     | N 50               |
| Noir    | 0-0-0-100   | Noir                | N 100              |

### Charte graphique
La charte graphique prévoit un « système de bloc-marque » permettant d'associer le logo au nom d'une administration : le nom de l'administration doit alors se situer en dessous du logo, centré sur une ou deux lignes, entièrement en majuscules. La police de caractère prescrite est Times New Roman.

Exemples de « blocs-marque »
Ministère de l'Éducation nationale, de l'Enseignement supérieur et de la Recherche
Préfecture de police des Bouches-du-Rhône

Les administrations de l'État qui disposent de leur propre logo peuvent l'utiliser mais doivent le combiner avec la marque commune.

Exemples de combinaisons avec des logos
Ministère de la Culture
Ministère de l'Économie et des Finances

On trouve aussi d'autres combinaisons de cette première version du logo :

Ambassade de France aux États-Unis, avec les étoiles du drapeau américain.
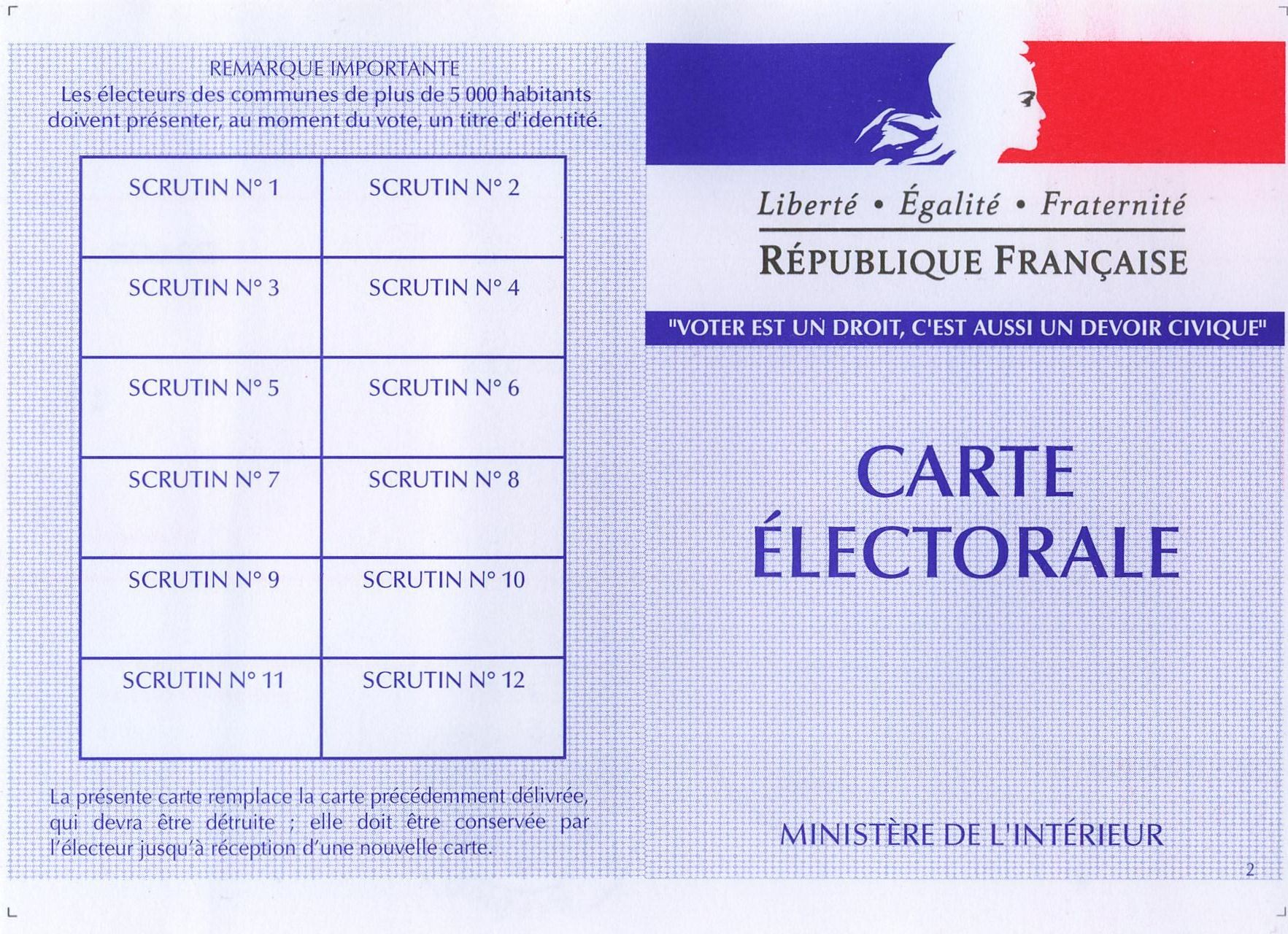
Sur une carte d'électeur, avec des proportions différentes et le slogan « Voter est un droit, c'est aussi un devoir civique ».
FranceConnect, avec l'Hexagone, autre symbole de la France.
Investissements d'avenir, sous forme de cocarde tricolore.
Ancien logo de Service-public.fr.
Ancien logo de Légifrance.

## Seconde version (2020)

### Description
À partir du premier semestre de 2020, une nouvelle charte graphique, dénommée « Marque de l'État », réalisée par l'agence de branding « 4uatre » est appliquée. Elle reprend les éléments caractéristiques de sa prédécesseure : une Marianne de couleur blanche au milieu d'un fond bleu et rouge, et la devise républicaine. Le cadre de vue de Marianne est desserré pour laisser apparaître ses épaules, une nouvelle typographie (nommée Marianne) est créée et la devise Liberté, Égalité, Fraternité est redessinée à la main en italique et positionnée en dessous de l'intitulé officiel. Ainsi, la mention « République française » cesse d'être apposée systématiquement, simplement symbolisée par le drapeau et Marianne.

Bloc Marianne.

Le bloc-marque se compose donc des éléments suivants :
- le bloc Marianne, avec Marianne dans un drapeau tricolore ;
- le bloc-marque stricto sensu avec :
  - l'intitulé officiel (par exemple : « Gouvernement », « Ministère de la transition écologique et solidaire », « République française », etc.), en Marianne Bold et sur six lignes au maximum ;
  - la devise républicaine, Liberté, Égalité, Fraternité, sur trois lignes.

Dans ce bloc-marque, seul l'intitulé officiel de l'émetteur est donc susceptible de changer, mais conservant toujours la même typographie.

### Typographie
La police de caractère Marianne est créée pour l'État par Mathieu Réguer, commissionné par l'agence « 4uatre ». Elle est déclinée en six niveaux de graisses (mince, léger, régulier, moyen, gras, extra-gras). En substitution de cette typographie, Arial peut être utilisée. En complément de Marianne, la police Spectral (créée par la fonderie parisienne Production Type pour Google en 2017) est autorisée pour des citations, des traductions, etc.

### Couleurs
Le bleu et le rouge, couleurs principales de la charte, s'inspirent de celle du drapeau français, dans des teintes moins claires que les précédentes, auxquelles s'ajoutent une gamme étendue de couleurs secondaires.
Les couleurs ont subi plusieurs changements dans le temps, les couleurs ci-dessous sont les dernières publiées sur le système de design de l'État,.
| Bleu France | Blanc   | Rouge Marianne |
| ----------- | ------- | -------------- |
| #000091     | #FFFFFF | #E1000F        |

| Macaron | Tuile   | Glycine | Cumulus | Écume   | Archipel | Menthe  | Émeraude | Bourgeon |
| ------- | ------- | ------- | ------- | ------- | -------- | ------- | -------- | -------- |
| #E18B76 | #CE614A | #A558A0 | #417DC4 | #465F9D | #009099  | #009081 | #00A95F  | #68A532  |

| Tilleul verveine | Tournesol | Jaune moutarde | Terre battue | Café crème | Caramel | Opéra   | Gris galet | Noir    |
| ---------------- | --------- | -------------- | ------------ | ---------- | ------- | ------- | ---------- | ------- |
| #B7A73F          | #C8AA39   | #C3992A        | #E4794A      | #D1B781    | #C08C65 | #BD9871 | #AEA397    | #000000 |

| Fluos   | Fluos   | Fluos   |
| ------- | ------- | ------- |
| #FF7477 | #FFE916 | #3BD23D |

### Application
La nouvelle charte s'applique, outre aux administrations de l'État (ministères, préfectures, ambassades, etc.), aux opérateurs de l'État. Ceux-ci devront apposer, en plus de leur propre logo, le bloc-marque « République française » afin de signifier clairement au public leur appartenance à l'État.
Selon les services du Premier ministre, la mise en place de la nouvelle charte ne devrait pas générer de surcoûts, les organismes concernés étant censés écouler leurs anciens stocks de papier à en-tête.

Bloc-marque du ministère de la Culture.
Bloc-marque de l'ambassade de France aux États-Unis.
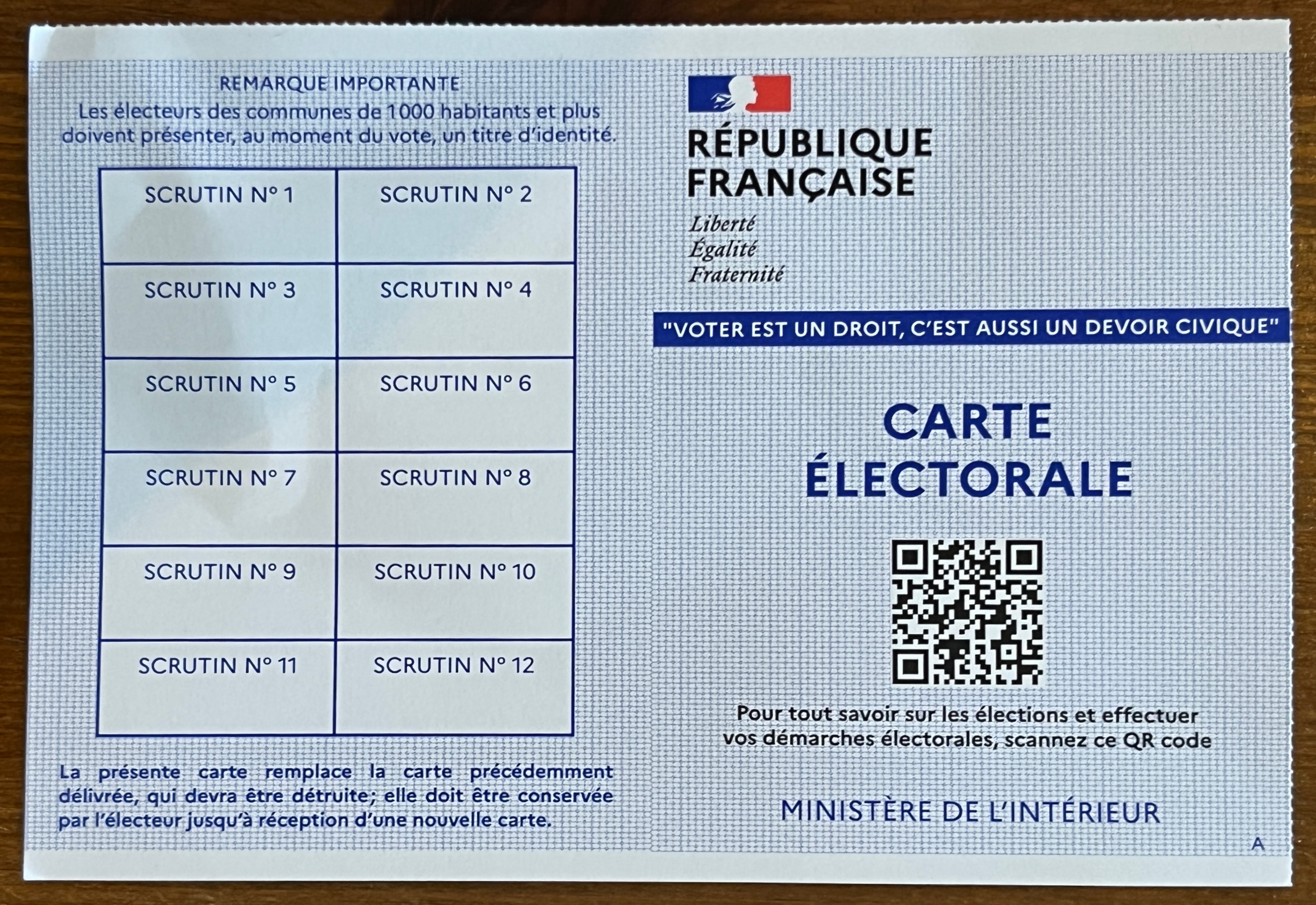
Logo République française sur les cartes d'électeurs délivrées à partir de 2022.
Exemple de l'application de la charte graphique avec l'utilisation de la police Marianne et de la couleur C (#169b62)  pour le plan France Relance[28].
Logo de l'application TousAntiCovid, avec le texte écrit en bleu France.

## Identité sonore (2023)
En octobre 2023, la charte graphique est complétée par une identité sonore intitulée FR.AIR et inspirée de La Marseillaise ; elle a été développée par Mediameeting.

## Usage
La circulaire de 1999 précise que la charte graphique « a vocation à être utilisée dans l'ensemble des relations des ministères avec les tiers, ainsi qu'avec les autres services ou organismes relevant de l'État ». On retrouve ainsi le logo sur les lettres à en-tête, les cartes de visite, les sites internet, les formulaires, les affiches, etc., publiés par le gouvernement et l'administration. La charte graphique s'applique aux cabinets ministériels et aux administrations centrales ainsi qu'aux services déconcentrés dans les départements et les régions, aux préfectures et aux ambassades.
Les autres institutions de la République (présidence de la République, Assemblée nationale, Sénat, Conseil constitutionnel, Cour de cassation, Conseil d'État, etc.) ainsi que les autorités administratives indépendantes et les collectivités territoriales disposent généralement de leur propre charte graphique et n'utilisent pas le logo du gouvernement.
Ce logo constitue d'ailleurs une marque et non pas un emblème officiel : en effet l'article 2 de la Constitution de la Cinquième République ne reconnaît officiellement que le drapeau tricolore, l'hymne La Marseillaise, et la devise Liberté, Égalité, Fraternité.

## Critique
Pour Bernard Candiard, qui dirigeait le SIG au moment de la création du logo en 1999, il s'agit d'un symbole national qui dote le pays « d'une bannière modeste qui permet de nous rassembler ». Le site de l'ambassade de France aux États-Unis explique qu'en plus de son objectif d'unification des relations publiques du gouvernement, il a aussi été créé pour donner une image plus accessible à l'État, qui était jusqu'à présent vu comme abstrait, lointain et archaïque ; il a été choisi pour fédérer et mobiliser, offrir sécurité et optimisme, sans oublier la fierté patriotique.
Le logo rassemble trois symboles de la France puisant leurs origines dans la Révolution française (le drapeau, Marianne et la devise). Dans le même ordre d'idées, Frédéric Lambert le voit inspiré de La Liberté guidant le peuple d'Eugène Delacroix, datant de la révolution de 1830.
Néanmoins, ayant été adopté dans le cadre de la cohabitation, il se veut consensuel, et relève donc davantage de la communication que de l'emblème empreint de passion. Pour le journaliste Philippe-Jean Catinchi, le logo est si consensuel qu'il s'est imposé « dans une indifférence sereine ». Selon Bernard Richard, il est trop associé dans l'esprit des Français à des documents comme ceux de l'administration fiscale (comme l'a fait remarquer Pierre Bonte, spécialiste de Marianne) ou aux avis de contraventions routières, ce qui empêche de déclencher la ferveur populaire qui accompagne d'autres emblèmes de la France ; il souligne néanmoins qu'il a été adopté et reconnu par le public, comme en témoigne le succès viral du détournement réalisé au lendemain des attentats du 13 novembre 2015.
Selon l'historien Maurice Agulhon, il s'agit « plutôt d'une esthétique de timbre-poste que de logo ». Il existe en effet une similitude avec les timbres représentant Marianne. Selon le site Flags of the World, le logo est un mélange entre les deux aspects de Marianne décrits par Agulhon et repris par Michel Pastoureau dans Les Emblèmes de la France — sage et bourgeoise d'une part, rebelle et populaire d'autre part.
Par ailleurs, le manque de cohésion entre les logos des différents ministères a été relevé avant la seconde version de 2020.

## Détournements

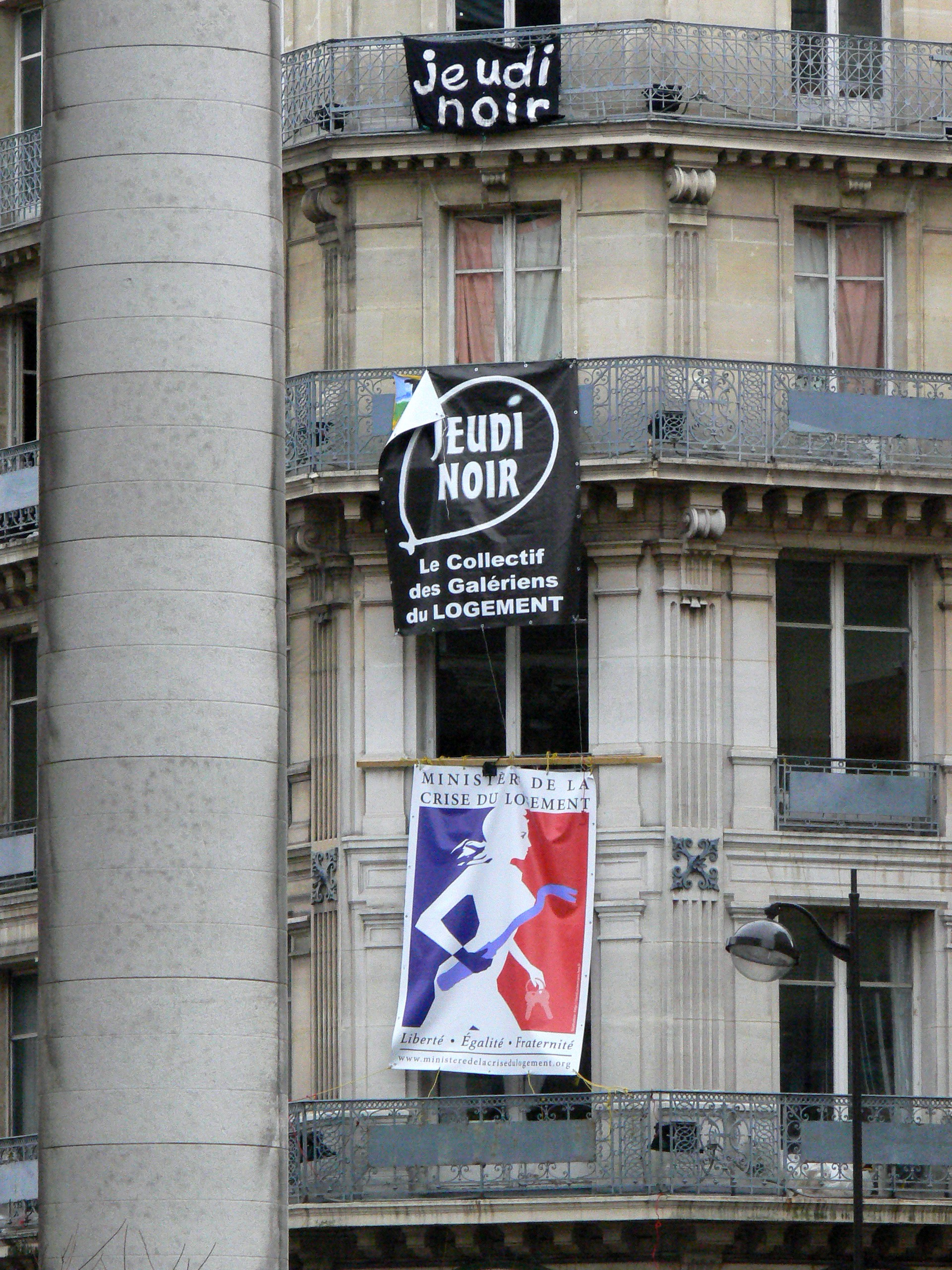
Détournement du logo par le « ministère de la Crise du logement » (2007).

Le 11 janvier 2007, des militants de plusieurs associations dénonçant l'inaction des pouvoirs publics dans la crise du logement, notamment Droit au logement, Jeudi noir et Macaq, ont inauguré un faux « ministère de la Crise du logement » dans le 2e arrondissement de Paris, à l'angle de la place de la Bourse et de la rue de la Banque. Sur la façade de cet immeuble de bureaux « réquisitionné », a été déployée une affiche détournant le logo du gouvernement, en y ajoutant un pied-de-biche et un trousseau de clés,,.
En 2013, dans le documentaire Trop noire pour être française ?, Isabelle Boni-Claverie détourne le logo en remplaçant le bleu du drapeau par du noir et en dessinant une Marianne noire,.
Après les attentats du 13 novembre 2015, des graphistes du collectif Les Cartons détournent le logo du gouvernement en ajoutant une larme au coin de l'œil de Marianne, en hommage aux victimes. Le visuel est largement partagé sur les réseaux sociaux, et est affiché à Bordeaux sur la façade du conseil régional d'Aquitaine,.

#### Version1999
- « Charte graphique de la communication gouvernementale », circulaire no 4.694/SG du 24 septembre 1999 [PDF], reproduite sur le site de l'École nationale d'ingénieurs de Brest.
- « Évolution de la charte graphique gouvernementale - déclinaison territoriale », circulaire no 5459/SG du 8 avril 2010, NOR PRMX1010422C, sur Légifrance.
- « Note sur l'application de la charte graphique de la communication gouvernementale » [PDF], Service d'information du gouvernement, reproduit sur le site du ministère de la Culture, 22 juin 2017.

#### Version2020
- « Circulaire relative à la nouvelle stratégie de marque de l'État », circulaire no 6144/SG du 17 février 2020, NOR PRMX2005664C, sur Légifrance.
- « Marque de l'État », sur info.gouv.fr (consulté le 9 avril 2024).
- « Système de Design de l'État », sur systeme-de-design.gouv.fr (consulté le 9 avril 2024).